# 레응우옌비
레응우옌비(베트남어: Lê Nguyên Vỹ, 1933년 8월 22일 - 1975년 4월 30일)은 베트남 공화국 육군 소속의 보병으로, 계급은 준장이었다. 그는 1975년 4월 30일, 베트남 공화국이 북부에 의해 패망하자 자살한 여러 군인들 중 한 명이다.

## 생애

### 1975년
1975년 4월 30일, 베트남 공화국의 마지막 대통령 즈엉반민은 베트남 공화국군 전체에 무장을 해제하고 남베트남 민족해방전선이 인수인계를 하도록 명령했다. 이에 레응우옌비는 자신의 병사들에게 근거지의 입구에 백기를 걸고 모두 해산할 것을 명령했다. 명령 직후, 그는 라이케 기지 사령부에서 6.35구경 베레타 권총을 자신의 머리에 겨누고 자살하였다. 그가 사망한 이후 라이케 기지를 접수한 남베트남 민족해방전선 군대는 레응우옌비 중장의 시체와 그가 종이에 직접 쓴 글을 발견했다. 그 글에는 "많은 돈, 많은 재산, 너무 수치스럽다"라고 적혀있었다.

## 같이 보기
베트남 공화국이 멸망하자 자살한 인물들
- 레반흥
- 쩐반하이
- 팜반푸
- 호응옥껀

관련문서
- 베트남 공화국
- 베트남 공화국군
- 베트남 공화국 육군